# Humber LRC
Панцирник Humber LRC — легкий розвідувальний британський бронеавтомобіль Другої світової війни.
Машина на шасі престижної автомашини Humber Super Snipe розроблялася компанією Rootes як панцирна автомашина королівської родини, міністрів (машини Special Ironside Saloons). Компанія Humber протягом війни розробила декілька серійних бойових машин (Humber Armored Car Mark 1, Humber "Pig" 1-Ton Armored Personnel Carrier). Протягом 1940–1943 років виготовили 3600 панцирників, які використовували в підрозділах британської армії — розвідувальних (англ. Reconnaissance Corps) піхоти, панцирних, 1-й панцирній чехословацькій бригаді (англ. 1st Czechoslovak Armoured Brigade), RAF, 4 піхотної дивізії та 1 танкової дивізії Війська Польського на Заході. Озброєння складалось з 13,9 мм протитанкової рушниці Boys і ручного 7,62 мм кулемету Bren. Застосовувалися у Тунісі, Італії, Франції. Після завершення війни їх використовували військові в Індії, на Далекому Сході. Декілька панцирників збереглось у експозиціях музеїв, зокрема у Музеї нідерландської кавалерії, Королівському музей армії у Брюсселі, лондонському Музеї королівських військово-повітряних сил.

## Модифікації
- Mk I — відкрита базова модифікація 4x2, масою 2,9 т, мотором 80 к.с.
- Mk II — закритий корпус з баштою, 4x2, масою 3 т.
- Mk III (1941) — змінена башта, 4x4, маса 3,3 т, мотор 85 к.с.
- Mk IIIA (1943) — модернізована підвіска, мотор, кормові двері, 4x4, маса 3,6 т.
- Mk IV — незначна модифікація із збільшення оглядових лючків, 4x4.
- Ironside Special Saloon - модифікація для VIP персон з оздобленням компанії Thrupp & Maberley. Виготовлено 2 машини "specials" і шість "armoured staff cars".